# 白陶象尊
白陶象尊，商朝晚期文物，现藏于新乡市博物馆，展出于该馆基本陈列《牧野华章——新乡历史文物展》。

## 历史背景
殷商贵族和王族祭祀常用白陶礼器，日常生活则很少使用。《礼记·檀弓》记载“商人尚白，周人尚赤”，白陶制品多出土于殷商王侯贵族墓中，且数量极少。
殷商时期，中国黄河流域仍有象群分布，《吕氏春秋·古乐篇》载“商人服象，为虐于东夷。”。象尊是商周时祭祀礼仪中使用的盛酒礼器之一，曾出土有三件商代青铜象尊，分别收藏于法国巴黎吉美国立亚洲艺术博物馆、美国华盛顿弗利尔艺术馆和中国湖南博物院。

## 出土与收藏
白陶象尊出土于河南新乡，收藏于新乡市博物馆。其出土证实了商朝时期，中原地区曾生活有大象等热带雨林动物，也道明了河南省简称“豫”的起源。
白陶象尊平时被陈列于新乡市博物馆基本陈列《牧野华章——新乡历史文物展》的牧野华章一厅，位于新乡市博物馆新馆平原博物院的2楼。

## 外展
2022年7月30日至10月23日，河南省和上海市的文旅部门、博物机构在上海博物馆联合举办“宅兹中国——河南夏商周三代文明展”，白陶象尊在“大邑商都”展区展出。2023年，新乡市博物馆作为河南博物院“礼合中国”展协作单位，其馆藏的白陶象尊等七件文物借给河南博物院展出。

## 形制
白陶象尊通高8.8厘米、长15.8厘米。为象形白陶材质鸟兽尊，象鼻高翘，嘴露剑齿状门牙；象背平直，有椭圆形口，缺盖。象身通体布满浮雕式纹饰，造型和纹饰均与同时期的青铜器相类似。主体部位饰有凤鸟纹、夔龙纹，鼻耳饰有鳞纹，额上有蛇纹。

## 备注
1. ↑  新乡市博物馆官网等权威来源未提及其出土信息[6]